# Nouvelle vie à Ransom Canyon
Pour les articles homonymes, voir Ransom Canyon.
Production
Diffusion
Nouvelle vie à Ransom Canyon (Ransom Canyon) est une série télévisée américaine créée par April Blair (en). Il s'agit d'une adaptation de la série de romans Ransom Canyon de Jodi Thomas (en). 
La série est diffusée sur Netflix depuis le 17 avril 2025.

## Synopsis
À Ransom Canyon, dans le Texas Hill Country, trois familles historiques d'éleveurs se disputent le contrôle des terres locales. Au-delà de la concurrence, leurs modes de vie et leur héritage sont menacés par des forces extérieures déterminées à détruire leur mode de vie. Staten Kirkland, solide et stoïque éleveur, se remet d'une perte déchirante et est en quête de vengeance. La seule lueur d'espoir de Staten réside dans les yeux et le cœur de Quinn O'Grady, amie de longue date de la famille et propriétaire de la salle de danse locale. Alors que la bataille pour sauver Ransom fait rage, un mystérieux cow-boy débarque en ville, déterrant des secrets du passé. Staten va devoir se battre pour protéger sa terre natale et le seul amour capable de le libérer des démons.

## Distribution

### Personnages principaux
- Josh Duhamel (VF : Alexis Victor) : Staten Kirkland
- Minka Kelly (VF : Caroline Mozzone) : Quinn O'Grady
- Eoin Macken (VF : Marc Arnaud) : Davis Collins, père de Reid et beau-frère de Staten
- Lizzy Greene (VF : Lola Nédélian) : Lauren Brigman, fille du sheriff Dan Brigman
- Garrett Wareing (VF : Gabriel Bismuth-Bienaimé) : Lucas Russell, frère de Kit
- Marianly Tejada (en) (VF : Kelly Marot) : Ellie Estevez
- Jack Schumacher (en) (VF : Léo Dussollier) : Yancy Grey, petit-fils de Cap Fuller
- Andrew Liner (VF : Geoffrey Loval) : Reid Collins, fils de Davis et Paula, neveu de Staten
- Philip Winchester (VF : Guillaume Lebon) : Dan Brigman, sheriff
- James Brolin (VF : Hervé Bellon) : Cap Fuller (saison 1)

### Récurrents
- Tatanka Means (VF : Alexandre Bierry) : Jake Longbow, adjoint du sheriff
- Brett Cullen : Stanley Kirkland, père de Staten
- Meta Golding : Paula Jo, mère de Reid et ex-femme de Davis
- Jaren Robledo : Jack Yellowbird
- Jennifer Ens : Ashley Keo, meilleure amie de Lauren
- Kenneth Miller : Freddie
- Niko Guardado (VF : Luca Garzo) : Tim O'Grady
- Justin Johnson Cortez (VF : Yann Sundberg) : Kai
- Casey W. Johnson : Kit Russell, frère de Lucas

### Invités
- Dan Reynolds : Billy Brinks
- Kate Burton : Katherine Bullock
- Charley Crockett (en) : Charley Crockett

 Source et légende : version française (VF) sur RS Doublage

## Production

### Genèse, développement et attribution des rôles
En décembre 2023, Netflix commande officiellement 10 épisodes d'une future série télévisée adaptée de la série de romans de Jodi Thomas. Elle est écrite et développée par April Blair (en), qui participe également à la production. Amanda Marsalis est annoncée à la réalisation des deux premiers épisodes.
Les rôles principaux sont tenus par Josh Duhamel et Minka Kelly, aux côtés de James Brolin, Lizzy Greene et Eoin Macken. En janvier 2024, la distribution s'étoffe avec les arrivées de Marianly Tejada, Jack Schumacher, Garrett Wareing, Andrew Liner ou encore Philip Winchester. Meta Golding est confirmée en avril 2024.

### Tournage
Le tournage se déroule au Nouveau-Mexique, notamment à Albuquerque, Santa Fe et Las Vegas, entre février et juin 2024,,.

### Fiche technique
Sauf indication contraire, les informations mentionnées dans cette section peuvent être confirmées par les bases de données cinématographiques IMDb et Allociné,  présentes dans la section « Liens externes ».
- Titre original : Ransom Canyon
- Titre français : Nouvelle vie à Ransom Canyon
- Création : April Blair
- Réalisation : Amanda Marsalis, David McWhirter, Meera Menon et Michael Offer
- Scénario : April Blair, Joe Fazzio, Paul Haapaniemi, Laura Nava et Luca Rojas, d'après la série de romans Ransom Canyon de Jodi Thomas
- Production : Anne M. Uemura
- Producteurs délégués : April Blair, Joe Fazzio, Dan Angel, Amanda Marsalis et Josh Duhamel
- Producteurs associés : Finnian Murray et Daniel Rodriguez
- Sociétés de production : April Blair's Company et Fezziwig Studios
- Société de distribution : Netflix

## Accueil
Sur le site d'agrégation de critiques Rotten Tomatoes, la première saison obtient 54% d'avis favorables, pour 13 critiques et une note moyenne de 5,9⁄10. Sur le site Metacritic, qui utilise une moyenne pondérée, elle obtient la note de 56⁄100 pour 9 critiques.
En France, le site Allociné propose une note moyenne de 3,3⁄5 basée sur 3 titres de presse.